# Allium pallasii
Allium pallasii — вид рослин з родини амарилісових (Amaryllidaceae); поширений у центральній Азії.

## Опис
Цибулина поодинока, від яйцювато-кулястої до майже кулястої, діаметром 0.7–1.5(2) см; оболонка від сірувато-білої до рожево-білої. Листки 3–5, коротші від стеблини, завширшки 0.5–1.5(2.5) мм, півциліндричні, зверху жолобчасті. Стеблина 15–30 см, циліндрична, вкрита листовими піхвами на 1/4–1/2 довжини. Зонтик від півсферичного до кулястого, нещільно або густо багатоквітковий. Оцвітина від блідо-червоної до блідо-пурпурної; сегменти від ланцетних до довгасто-ланцетних, рівні, 2–4 × 0.8–1.8 мм, внутрішні зазвичай вужчі, ніж зовнішні. 2n = 16. Період цвітіння й плодоношення: квітень — липень.

## Поширення
Поширення: Казахстан, Киргизстан, Таджикистан, Узбекистан, Монголія, Китай — пн. Сіньцзян, Росія — Алтай.
Населяє пустелі, сухі схили.